# Dušan Stoiljković
Dušan Stoiljković (sinh 5 tháng 9 năm 1994) là một cầu thủ bóng đá Serbia thi đấu ở vị trí tiền vệ cánh.